# Michail Rumjancev-Zadunajskij
Michail Petrovič Rumjancev-Zadunajskij (in russo Михаил Петрович Румянцев?; Mosca, 1751 – Caucaso, 10 giugno 1811) è stato un generale russo.

## Biografia
Nato nel 1751 a Mosca, Michail era figlio del feldmaresciallo russo Pëtr Rumjancev-Zadunajskij. Sin dalla prima infanzia dimostrò una scarsa inclinazione all'apprendimento.
Arruolatosi nell'esercito russo, nel gennaio del 1759 venne promosso al grado di sergente. Sottufficiale nel reggimento delle guardia "Preobraženskij" nel febbraio del 1763, nel gennaio del 1766 divenne sottotenente.
Nel 1768-1769 fu per un anno in congedo per malattia, cogliendo comunque l'occasione per avvicinarsi allo zarevic, il futuro zar Paolo I di Russia.
Nel 1771 venne promosso tenente. Nel giugno 1771, durante la guerra russo-turca del 1768-1774, venne nominato aiutante generale di suo padre che lo impiegò in combattimento a comando di un battaglione nei pressi di Bucarest nella cattura della città di Giurgiu, all'assedio di Brăila e Silistra e alla cattura di Dobrič. Per il coraggio in queste battaglie venne insignito della IV classe dell'Ordine di San Giorgio.
Nel 1774 venne inviato dal padre presso la zarina Caterina II di Russia con la notizia del passaggio delle truppe russe attraverso il Danubio e gli venne concesso quindi il brevetto di colonnello dall'imperatrice. Suo padre lo inviò nuovamente a notificare la conclusione della pace di Küçük Kaynarca alla sovrana e gli venne concesso il grado di maggiore generale (luglio 1774).
Nel 1777 fu impegnato nel reclutamento di truppe russe per le operazioni militari in Crimea.
Nel giugno del 1782 venne promosso tenente generale, continuando l'opera di recluta nell'esercito del generale Potëmkin e comandando in seguito dodici reggimenti di cavalleria.
All'inizio della guerra russo-turca del 1787-1791, si trovava nel corpo del tenente generale M. V. Kachovskij, operante in Crimea, ma a causa di una malattia venne costretto a rientrare a San Pietroburgo.
Nel 1791-1795 prese parte alla campagna militare in Polonia, comandando le truppe russe in Lituania. Dopo la terza spartizione della Polonia, prese parte al corpo incaricato di trasferire l'ormai ex re polacco Stanislao Poniatowski da Hrodna a San Pietroburgo.
Nel periodo compreso tra il 29 novembre 1796 ed il 10 aprile 1797, venne posto a capo dell'81º reggimento di fanteria presso la Penisola di Abşeron.
Quando lo zar Paolo I di Russia venne incoronato imperatore (aprile 1797) salì al trono, nominò Rumjancev suo consigliere privato e senatore.
Nel novembre del 1809, a Rumjancev venne diagnosticato un grave disturbo di salute che lo portò a crisi frequenti di follia. All'inizio del 1811 lo zar ritenne di non poterlo più tenere al proprio servizio e lo congedò a vita privata. Il generale si ritirò alle terme del Caucaso dove morì il 10 giugno 1811. Venne sepolto nel cimitero degli ufficiali presso la fortezza di Konstantinogorskaja. Non si sposò mai e non ebbe figli.